# Esfenoide

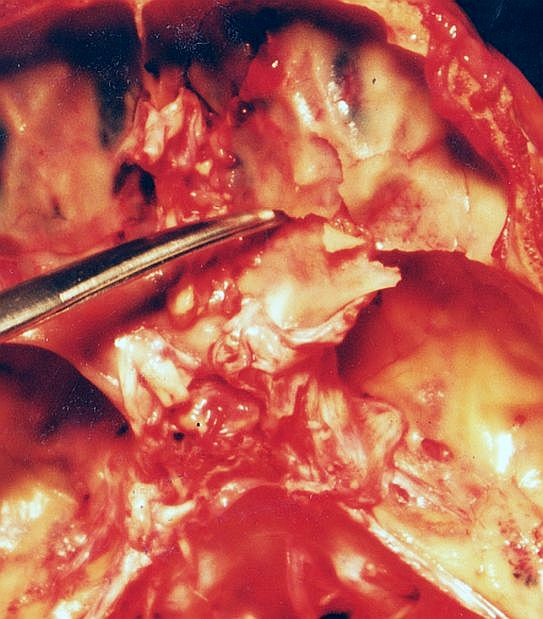
Fractura multifragmentaria de l'ala menor de l'esfenoide

L'os esfenoide és un os que forma part de l'estructura interna profunda de la cara (fosses nasals i regió lateroposterior de l'òrbita ocular) i de la base del crani. En ell es troba la sella turca on s'allotja la hipòfisi. Per al seu estudi, pot sistematitzar-se en quatre parts: Cos, ales majors, ales menors i apòfisis pterigoides.
S'articula amb un total de dotze ossos: el frontal, l'occipital, l'etmoide, el vòmer, els dos parietals, els dos temporals, els dos zigomàtics i els dos palatins.
Els sins esfenoïdals es troben al cos de l'esfenoide, per sobre de la sella turca. Estan separats per un septe, són el parell de sins paranasals més posterior i existeixen diverses variants anatòmiques.

## Importància de l'os esfenoide en l'evolució humana
Hi ha estudis que sustenten una hipòtesi segons la qual els canvis (per mutació) de la posició i mida de l'esfenoide han comportat un augment del volum cerebral i, conseqüentment, avanços en les capacitats cognitives i intel·lectuals. Dintre de la línia filogenètica que desemboca en l'Homo sapiens sapiens es perioditzen les següents etapes: 
- Fa 60 milions d'anys els prosimis tenien un esfenoide horitzontal i pla com la immensa majoria dels altres animals amb cervell.
- Fa uns 40 milions d'anys, en els simis l'esfenoide té una primera inclinació cap avall la qual cosa permet un augment de la capacitat encefàlica, els lòbuls occipitals van obtenir més espai i així es va assolir un perfeccionament de la visió estereoscòpica i de la memòria visual.
- Fa menys de 12 milions d'anys es produïx una nova inclinació cap avall en la línia evolutiva que originaria els antropoides, la qual cosa implica un cervell encara major en proporció a la resta del cos.
- Fa uns 6 milions d'anys, amb els australopithecus, la inclinació de l'esfenoides s'accentua i novament així s'incrementa la capacitat neurocraneal.
- Fa 2 milions d'anys es produïx una nova inclinació cap avall de l'esfenoide, la qual cosa coincideix amb un total bipedisme. Tal bipedisme ha requerit un cervell voluminós i amb xarxes neuronals complexes com per a mantenir aquesta posició oposada a la gravetat. És també probable que aquesta nova posició de l'esfenoide permetés una parla rudimentària en la qual els seus fonemes eren esclafits i sons guturals.
- Entre 200.000 i 160.000 anys enrere l'esfenoide mostra ja la inclinació i forma que té en l'Homo sapiens sapiens modern,[7] fet que coincideix amb una capacitat cerebral més gran (especialment dels lòbuls frontals), acompanyat d'una major irrigació sanguínia per al cervell.